# Блек Манта
Блек Манта (на английски: Black Manta) е измислен герой, злодей на компанията ДиСи Комикс. Той е най-големият враг на Аквамен. Появява се за първи път в 35-ия брой от поредицата „Аквамен“ (Aquaman #35) през септември 1967 година. Негови създатели са Боб Хейни и Ник Карди.